# Croatia Airlines
Croatia Airlines es la aerolínea nacional de Croacia. Su centro de operaciones está ubicado en el aeropuerto de Zagreb, en Croacia. Es miembro regional de Star Alliance, opera aviones Airbus y bombadier

## Historia

### Primeros años
La aerolínea se fundó en junio de 1991 sin aviones y con escasas perspectivas económicas. Posteriormente, en 1991, Croatia Airlines firmó un acuerdo con Adria Airways que le permitió arrendar un McDonnell Douglas MD-82 para iniciar vuelos nacionales entre Zagreb y Split. Croatia Airlines adquirió tres Boeing 737-200 de Lufthansa y se convirtió en miembro de la Asociación Internacional de Transporte Aéreo (IATA). Como aerolínea de bandera de la recién independizada Croacia, la aerolínea lanzó su primer vuelo internacional el 5 de abril de 1992, de Zagreb a Frankfurt.
En 1993, dos nuevos ATR 42-300 y dos 737-200 más se unieron a la flota, se abrieron oficinas de representación en varias ciudades europeas y la compañía adquirió la agencia de viajes Obzor para organizar paquetes de viajes para grupos e individuos. En 1994, Croatia Airlines había dado la bienvenida a su pasajero número un millón. Ese mismo año, el papa Juan Pablo II voló con la aerolínea en un viaje a Croacia.
En 1995, se dio la bienvenida a otro ATR 42, con el pasajero número dos millones. En 1996, Croatia Airlines se convirtió en la primera aerolínea en volar a Sarajevo tras la Guerra de Bosnia. En 1997, llegó el primer Airbus A320 de la aerolínea, bautizado como Rijeka. En 1998, llegó otro avión de un nuevo tipo, el primer Airbus A319, que se incorporó a la flota. Este avión se bautizó como Zadar. Ese mismo año, Croatia Airlines se convirtió en miembro de la Asociación de Aerolíneas Europeas (AEA). Para 1999, llegaron un A319 y A320 más y Croatia Airlines comenzó a vender los 737-200 de su flota.

### Desarrollo desde el año 2000
En el año 2000, llegaron un A319 y A320 más y se inauguró un sistema automatizado de emisión de billetes. En 2001, la aerolínea recibió los certificados de mantenimiento y rendimiento técnico de la autoridad aeronáutica alemana, Luftfahrt-Bundesamt. El 18 de noviembre de 2004, Croatia Airlines se unió a Star Alliance.
Airbus y Croatia Airlines anunciaron el 22 de octubre de 2008 el pedido de cuatro aviones A319 adicionales de 132 plazas, cuya entrega se iniciaría en 2013. En marzo de 2009, la aerolínea también retiró su flota de tres aviones ATR 42 de corto radio, tras operar este modelo desde 1993, y la sustituyó por una flota de seis De Havilland Canada Dash 8 Q400, el primero de los cuales se entregó en mayo de 2008.
La aerolínea transportó a su pasajero número 20.000.000 en julio de 2009, y ha transportado más de un millón de pasajeros al año desde el año 2000.
Croatia Airlines y su socio de mantenimiento, Lufthansa, anunciaron el 23 de mayo de 2011 la introducción de nuevos asientos económicos Recaro de línea estrecha que se instalarían en algunos aviones de la familia A320 a partir del verano de 2012, aumentando la capacidad de asientos en dos filas.
Durante varios años se han registrado pérdidas; en noviembre de 2012, el gobierno anunció que proporcionaría 800 millones de kunas (136 millones de dólares) para que Croatia Airlines lograra una rentabilidad a partir de 2013. El gobierno busca reestructurar la aerolínea, lo que incluye planes para reducir su plantilla en un 10% en dos años y también busca un inversor estratégico.
En febrero de 2020, Croatia Airlines anunció dos nuevos vuelos de temporada a Podgorica y Sofía, operados por De Havilland Canada Dash 8 Q400.
En abril de 2024, Croatia Airlines firmó un acuerdo de arrendamiento de un Airbus A319 con la aerolínea croata Fly Air41, compañía hermana de Sundair.

### Renovación de flota
En octubre de 2022, Croatia Airlines anunció planes para reducir su flota y reemplazar todos sus aviones actuales por seis nuevos Airbus A220-300 para 2026. La aerolínea decidió no adquirir el Embraer E2 de la competencia, ya que pudo utilizar los anticipos de un pedido anterior, y posteriormente cancelado, de Airbus A319 hace casi 15 años. En noviembre de 2022, se anunció que la aerolínea operará hasta 15 aviones A220 y que arrendará nueve aviones adicionales. En enero de 2023, se acordó el arrendamiento de los primeros seis aviones: cuatro A220-300 y dos A220-100. El contrato de arrendamiento se firmó con Air Lease Corporation Clover, con sede en Irlanda, como arrendador.
En septiembre de 2023, Croatia Airlines vendió y arrendó la totalidad de su flota de Airbus a World Star Aviation, arrendador. Se vendieron cuatro Airbus A319 y un Airbus A320 antes de la entrega del Airbus A220. En noviembre de 2023, Croatia Airlines comenzó a retirar aviones antes de la entrega de sus primeros Airbus A220. El primer avión en abandonar la flota fue un Airbus A319-100. La llegada del primer avión se confirmó para julio de 2024, mientras que el segundo A220 se esperaba para finales del mismo año. Los siguientes seis aviones se entregarán en 2025, cuatro en 2026 y los tres últimos en 2027.

## Flota

### Flota actual
La flota de la aerolínea consta actualmente de las siguientes aeronaves:
| Aeronaves                      | En servicio | Pedidos | Pasajeros (clase única)                            | Matrículas                                         | Antigüedad                                         |
| ------------------------------ | ----------- | ------- | -------------------------------------------------- | -------------------------------------------------- | -------------------------------------------------- |
| Airbus A220-100                | —           | 2       | 127                                                |                                                    |                                                    |
| Airbus A220-300                | 5           | 8       | 150                                                | 9A-CAE «Zagreb»                                    | 1 año                                              |
| Airbus A220-300                | 5           | 8       | 150                                                | 9A-CAI «Split»                                     | 0,6 años                                           |
| Airbus A220-300                | 5           | 8       | 150                                                | 9A-CAL «Vukovar»                                   | 0,2 años                                           |
| Airbus A220-300                | 5           | 8       | 150                                                | 9A-CAN «Osijek»                                    | 0,1 años                                           |
| Airbus A220-300                | 5           | 8       | 150                                                | 9A-CAM «Rijeka»                                    | 0,1 años                                           |
| Airbus A319-100                | 4           | —       | 144                                                | 9A-CTG «Zadar»                                     | 27,5 años                                          |
| Airbus A319-100                | 4           | —       | 144                                                | 9A-CTH «Zagreb»                                    | 27,2 años                                          |
| Airbus A319-100                | 4           | —       | 144                                                | 9A-CTL «Pula»                                      | 25,1 años                                          |
| Airbus A319-100                | 4           | —       | 150                                                | 9A-CTN «Osijek»                                    | 13,3 años                                          |
| Airbus A320-200                | 2           | —       | 174                                                | 9A-CTK «Split»                                     | 25,2 años                                          |
| Airbus A320-200                | 2           | —       | 174                                                | 9A-CTO «Dubrovnik»                                 | 21,4 años                                          |
| De Havilland Canada Dash 8-400 | 4           | —       | 76                                                 | 9A-CQC «Istria»                                    | 16,2 años                                          |
| De Havilland Canada Dash 8-400 | 4           | —       | 76                                                 | 9A-CQD «Dalmacia»                                  | 16,1 años                                          |
| De Havilland Canada Dash 8-400 | 4           | —       | 76                                                 | 9A-CQE «Hrvatsko Zagorje»                          | 15,5 años                                          |
| De Havilland Canada Dash 8-400 | 4           | —       | 76                                                 | 9A-CQF «Primorje»                                  | 15,4 años                                          |
| Total                          | 15          | 10      | Edad media de la flota (julio de 2025): 13,7 años. | Edad media de la flota (julio de 2025): 13,7 años. | Edad media de la flota (julio de 2025): 13,7 años. |

### Flota histórica
| Aeronaves                 | Total | Introducido | Retirado | Matrículas                                                                       |
| ------------------------- | ----- | ----------- | -------- | -------------------------------------------------------------------------------- |
| ATR 42-300                | 3     | 1993        | 2009     | 9A-CTS, 9A-CTT y 9A-CTU                                                          |
| Boeing 737-200            | 5     | 1992        | 1999     | 9A-CTA, 9A-CTB, 9A-CTC, 9A-CTD y 9A-CTE                                          |
| Bombardier CRJ-1000       | 6     | 2017        | 2019     | EC-LJT, EC-LPG, EC-LPN, EC-MLC, EC-MLO y EC-MNR (todos arrendados a Air Nostrum) |
| Cessna 402C Businessliner | 2     | 1989        | 1994     | YU-BPX (rrg. RC-BPX y 9A-BPX) y YU-BPV (rrg. 9A-BPV)                             |
| Cessna 550 Citation II    | 1     | 1990        | 1993     | YU-BPU (rrg. RC-BPU y 9A-BPU)                                                    |
| British Aerospace 146-200 | 2     | 2000        | 2003     | G-FLTA y G-OZRH (ambos arrendados a Flightline)                                  |
| Fokker 100                | 1     | 2016        | 2016     | 9A-BTE (arrendado a Trade Air)                                                   |
| McDonnell Douglas MD-82   | 2     | 1991        | 1991     | YU-ANC y YU-ANO (ambos arrendados a Adria Airways)                               |

## Destinos

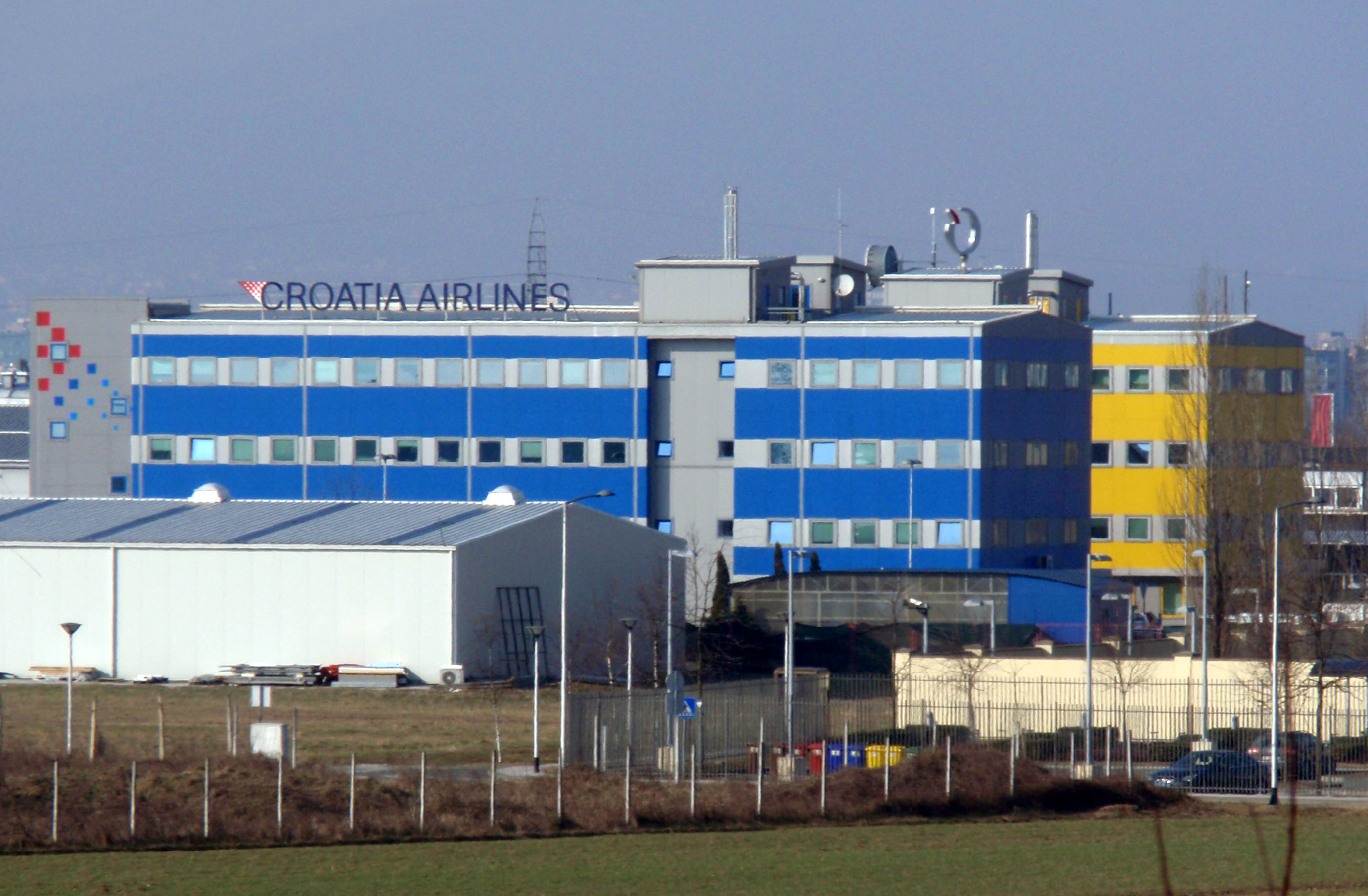
La sede de Croatia Airlines

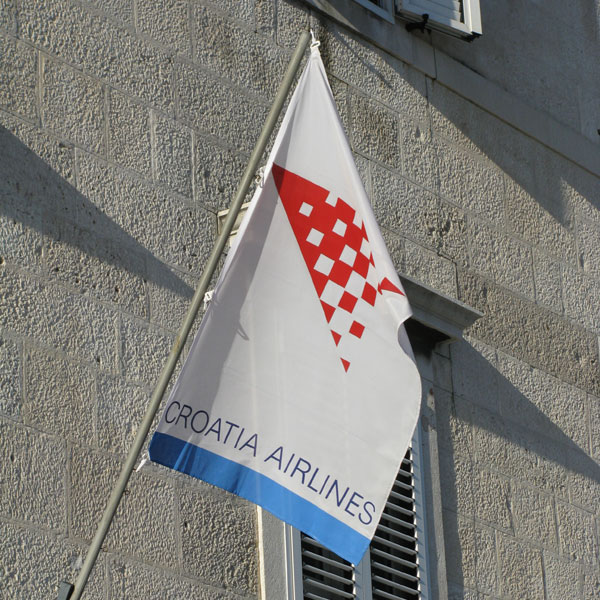
Bandera

A partir de agosto de 2024, Croatia Airlines vuela a los siguientes destinos:
| Países               | Destinos   | Aeropuertos                                            | Notas              |
| -------------------- | ---------- | ------------------------------------------------------ | ------------------ |
| Albania              | Tirana     | Aeropuerto Internacional Madre Teresa                  | Estacional         |
| Alemania             | Berlín     | Aeropuerto de Berlín-Branderburgo Willy Brandt         | Estacional         |
| Alemania             | Düsseldorf | Aeropuerto Internacional de Düsseldorf                 | Estacional         |
| Alemania             | Frankfurt  | Aeropuerto de Fráncfort del Meno                       |                    |
| Alemania             | Múnich     | Aeropuerto Internacional de Múnich-Franz Josef Strauss |                    |
| Austria              | Viena      | Aeropuerto de Viena-Schwechat                          |                    |
| Bélgica              | Bruselas   | Aeropuerto de Bruselas                                 |                    |
| Bosnia y Herzegovina | Mostar     | Aeropuerto de Mostar                                   |                    |
| Bosnia y Herzegovina | Sarajevo   | Aeropuerto Internacional de Sarajevo                   |                    |
| Croacia              | Brač       | Aeropuerto de Brač                                     | Estacional         |
| Croacia              | Dubrovnik  | Aeropuerto de Dubrovnik                                | Hub secundario     |
| Croacia              | Osijek     | Aeropuerto de Osijek                                   |                    |
| Croacia              | Pula       | Aeropuerto de Pula                                     |                    |
| Croacia              | Rijeka     | Aeropuerto de Rijeka                                   |                    |
| Croacia              | Split      | Aeropuerto de Split                                    | Hub secundario     |
| Croacia              | Zadar      | Aeropuerto de Zadar                                    |                    |
| Croacia              | Zagreb     | Aeropuerto de Zagreb                                   | Hub principal      |
| Dinamarca            | Copenhague | Aeropuerto de Copenhague-Kastrup                       |                    |
| España               | Barcelona  | Aeropuerto Josep Tarradellas Barcelona-El Prat         | Estacional         |
| Francia              | Lyon       | Aeropuerto de Lyon-Saint Exupéry                       | Estacional         |
| Francia              | París      | Aeropuerto de París-Charles de Gaulle                  |                    |
| Grecia               | Atenas     | Aeropuerto Internacional Eleftherios Venizelos         | Estacional         |
| Irlanda              | Dublín     | Aeropuerto de Dublín                                   | Estacional         |
| Israel               | Tel Aviv   | Aeropuerto Internacional Ben Gurión                    | Chárter estacional |
| Italia               | Milán      | Aeropuerto de Milán-Malpensa                           | Estacional         |
| Italia               | Roma       | Aeropuerto de Roma-Fiumicino                           |                    |
| Macedonia del Norte  | Skopie     | Aeropuerto de Skopie                                   |                    |
| Noruega              | Oslo       | Aeropuerto de Oslo-Gardermoen                          |                    |
| Países Bajos         | Ámsterdam  | Aeropuerto de Ámsterdam-Schiphol                       |                    |
| Reino Unido          | Londres    | Aeropuerto de Londres-Gatwick                          | Estacional         |
| Reino Unido          | Londres    | Aeropuerto de Londres-Heathrow                         |                    |
| República Checa      | Praga      | Aeropuerto de Praga                                    | Estacional         |
| Rumania              | Bucarest   | Aeropuerto Internacional de Bucarest-Henri Coandă      | Estacional         |
| Suecia               | Estocolmo  | Aeropuerto de Estocolmo-Arlanda                        | Estacional         |
| Suiza                | Zúrich     | Aeropuerto Internacional de Zúrich                     |                    |
| Turquía              | Estambul   | Aeropuerto de Estambul                                 | Estacional         |

## Galería

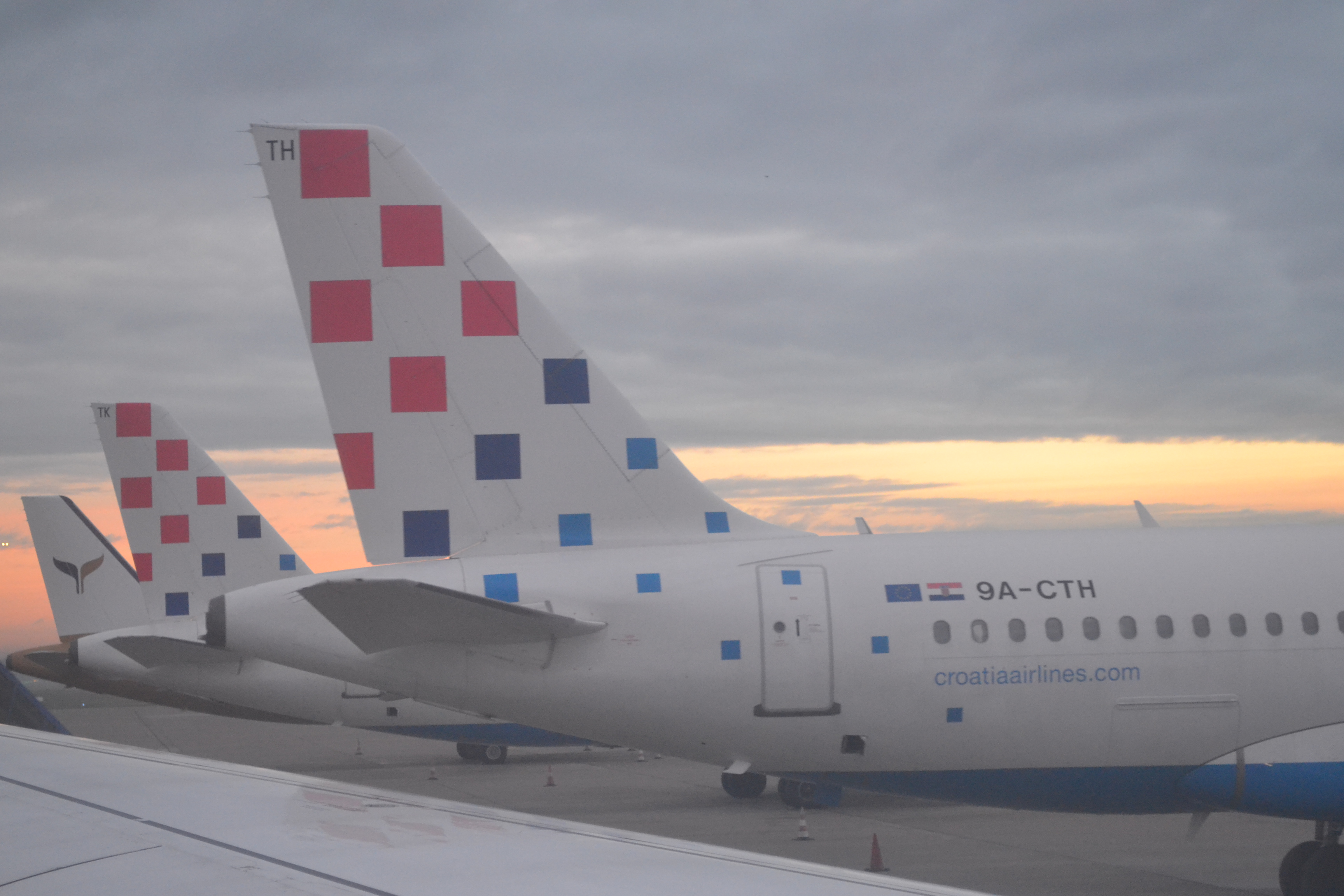
Aviones de Croatia Airlines en el Aeropuerto Internacional de Zagreb, Croacia
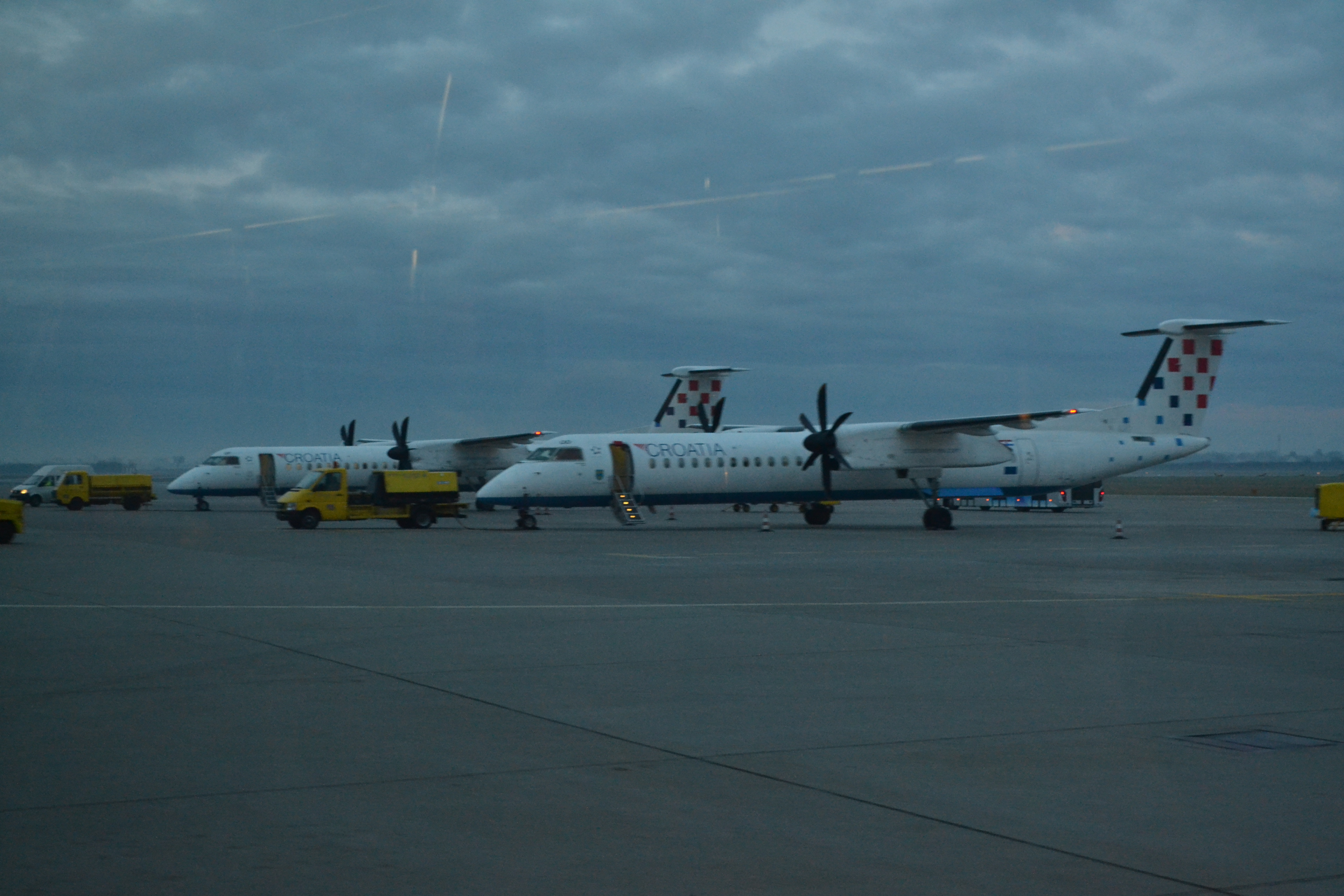
Bombardier Dash 8 Q400 de Croatia Airlines en el Aeropuerto Internacional de Zagreb, Croacia
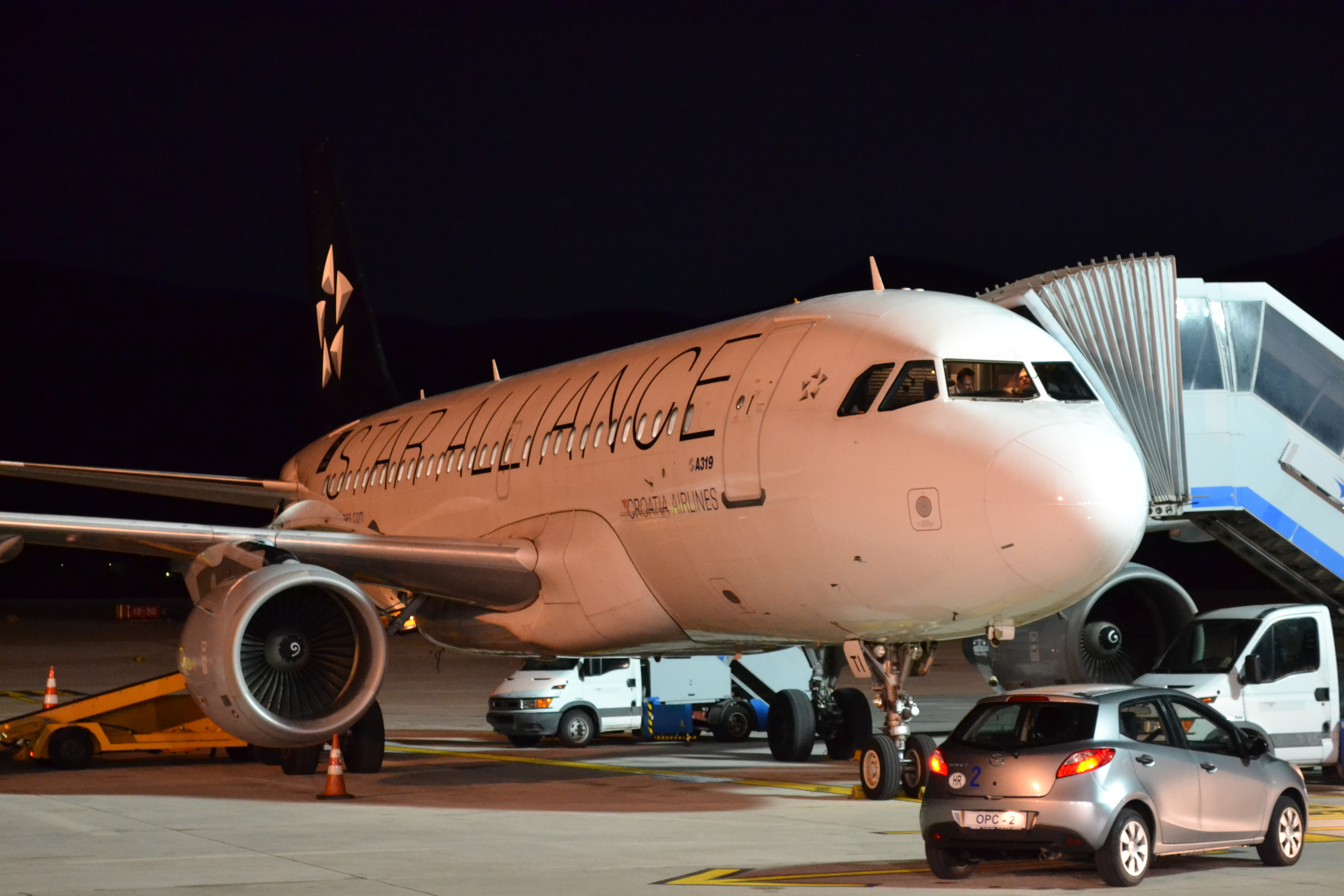
Airbus A320 de Croatia Airlines en el Aeropuerto de Dubrovnik, Croacia